# Xã Lincoln, Quận Cloud, Kansas
Xã Lincoln (tiếng Anh: Lincoln Township) là một xã thuộc quận Cloud, tiểu bang Kansas, Hoa Kỳ. Năm 2010, dân số của xã này là 359 người.